# Skůry
Skůry jsou malá vesnice, částí obce Hobšovice v okrese Kladno ve Středočeském kraji. Nachází se v údolí Zlonického potoka zhruba 1,5 kilometru severně od Hobšovic, pět kilometrů západně od Velvar a osm kilometrů severovýchodně od Slaného. V roce 2011 zde trvale žilo 153 obyvatel.
V katastrálním území Skůry leží též vesnička Křovice.

## Historie
První písemná zmínka o vesnici pochází z roku 1282.

## Obyvatelstvo
| Rok            | 1869 | 1880 | 1890 | 1900 | 1910 | 1921 | 1930 | 1950 | 1961 | 1970 | 1980 | 1991 | 2001 | 2011 | 2021 |
| -------------- | ---- | ---- | ---- | ---- | ---- | ---- | ---- | ---- | ---- | ---- | ---- | ---- | ---- | ---- | ---- |
| Počet obyvatel | 275  | 296  | 344  | 347  | 281  | 324  | 254  | 141  | 170  | 163  | 106  | 112  | 130  | 153  | 150  |
| Počet domů     | 29   | 29   | 31   | 35   | 42   | 35   | 43   | 45   | 45   | 40   | 32   | 52   | 54   | 60   | 64   |

## Obecní správa
Při sčítání lidu v letech 1850–1879 Skůry byly osadou obce Hobšovice v okrese Slaný. V letech 1880–1960 byly samostatnou obcí, se kterým patřily nejprve do okresu Slaný, ale od roku 1960 v okrese Kladno. Od 1. července 1960 do 31. prosince 1979 byly znovu částí obce Hobšovice v okrese Kladno. Od 1. ledna 1980 do 30. června 1990 byly částí obce Žižice v okrese Kladno. Od 1. července 1990 jsou opět částí obce Hobšovice v okrese Kladno.

## Pamětihodnosti
- Dřevěná zvonice na hřbitově, čtyřboká, na kamenné podezdívce.
- Pozůstatky zbořeného kostela svatého Bartoloměje, postaveného v roce 1384 a zbořeného roku 1873. Dochovaly se dvě kamenné žebrové konzoly v podobě lidských hlav a kulatý svorník s reliéfem hlavy Krista, dnes spolu s pamětními deskami zazděné na vnitřní straně východní zdi hřbitova. Vzácný gotický zvon z roku 1403 je ve sbírkách Národního muzea, v expozici na zámku Vrchotovy Janovice.
- Pískovcový kámen nejasného původu a významu s rytinami křížů a slunce, od 19. století zasazený z vnější strany jižní zdi hřbitova. Původně, před přenesením na dnešní místo, snad měl stát v lokalitě U kamene severně od vesnice.

## Osobnosti
- Pravomil Raichl (1921–2002), voják, protifašistický a protikomunistický bojovník